# ویلیام ای. بلاتز
ویلیام ای. بلاتز (انگلیسی: William E. Blatz; ۳۰ ژوئن ۱۸۹۵ – ۱ نوامبر ۱۹۶۴) روان‌شناس رشد آلمانی-کانادایی اهل کانادا بود. وی از سال ۱۹۲۵ تا زمان بازنشستگیش در سال ۱۹۶۰ مدیر مؤسسه مطالعات کودک دانشگاه تورنتو بود. بلاتز به دلیل توسعه نظریه امنیت مشهور است، که بر اهمیت احساس امنیت در رشد سالم کودکان تأکید می‌کند. این نظریه بیان می‌کند که کودکان برای رشد عاطفی و اجتماعی سالم، نیاز به محیطی پایدار و قابل پیش‌بینی دارند. بلاتز همچنین نقش مهمی در پیشرفت روان‌شناسی رشد در کانادا ایفا کرد و شاگردان برجسته‌ای مانند مری اینزورث را تربیت نمود که بعدها به یکی از چهره‌های سرشناس در زمینه روان‌شناسی دلبستگی تبدیل شد.